# Pseudomys chapmani
Pseudomys chapmani — гризун, що риє та будує кургани, з родини Muridae. Вони зустрічаються в Пілбарі, віддаленому регіоні на північному заході Австралії.

## Морфологічна характеристика
Дрібний гризун з довжиною голови й тулуба від 52,2 до 67,7 мм, довжиною хвоста від 63,6 до 94,4 мм, довжиною лап від 15,1 до 17,2 мм, довжиною вух від 9,2 до 11,6 мм і вагою до 16,7 грама. Тіло струнке. Верхня частина жовтувато-бура, на голові та спині більше сірувата. Голова подовжена і приплюснута, очі відносно невеликі, морда вузька, вуха пропорційно малі. Черевні частини білі. Руки і ноги тілесного кольору. Хвіст довший за голову й тулуб і рівномірно рожево-коричневий.

## Поведінка
Він знаходить притулок у складних системах тунелів і нір під купами каменю, зібраного на поверхні.